# Oľka (district de Medzilaborce)
Oľka est un village de Slovaquie situé dans la région de Prešov.

## Histoire
Première mention écrite du village en 1408.

## Démographie

### Évolution de la population
| Année:               | 1994. | 2004.    | 2014.    | 2024.    |
| -------------------- | ----- | -------- | -------- | -------- |
| Nombre de personnes: | 426   | 350      | 295      | 251      |
| Différence:          |       | -17,84 % | -15,71 % | -14,91 % |

| Année:               | 2023. | 2024.   |
| -------------------- | ----- | ------- |
| Nombre de personnes: | 251   | 251     |
| Différence:          |       | +1,42 % |